# Pseudogmothela pedestris
Pseudogmothela pedestris är en insektsart som beskrevs av Boris Petrovich Uvarov 1953. Pseudogmothela pedestris ingår i släktet Pseudogmothela och familjen gräshoppor. Inga underarter finns listade i Catalogue of Life.